# Édouard Gelhay
Édouard Gelhay, né en 1856 et mort en 1939, est un peintre français.

## Biographie
Édouard Gelhay naît le 13 juin 1856 à Braine (Aisne) . Il est fils de cordonnier. 
Il est formé par Alexandre Cabanel, William Bouguereau, Adolphe Goupil et Tony Robert-Fleury. Il peint des scènes de genre, des portraits et des paysages à l'huile ou au pastel, dans un style impressionniste.
Il devient chevalier de la Légion d'honneur en 1909, la même année que l'artiste peintre Armand Charnay et le sculpteur Antoine Bourdelle.
Il possède différentes adresses parisiennes : 110 rue Rambuteau, 81 rue Blanche et 15 rue Pierre-Ginier à la Villa des Arts, au moins à partir de 1897. Il avait également une maison à Nemours.
Il est intéressant de noter qu'il est l'exécuteur testamentaire du peintre Tony-Robert Fleury. 
Il meurt à Paris le 10 février 1939.

## Distinctions
Il expose au Salon des artistes français à partir de 1879. Il obtient une médaille de 3e classe en 1886 puis est placé hors-concours en 1889. Deux médailles de bronze aux Expositions universelles de 1889 et de 1900 lui sont décernées. 
Il est nommé chevalier de la Légion d'honneur en 1909, suite de l'organisation de deux expositions françaises de peintures, sculptures et arts décoratifs à la Havane (en 1907 et en 1908), après y avoir fondé une société des Amis des Arts. Gelhay a également tenté de faire de même à Mexico, contribuant ainsi à la diffusion de l'art français dans le monde hispano-américain.  

## Vie familiale
Il se marie le 21 août 1880 à Paris (2e arrondissement) avec Sidonie Émilie Turquet, couturière. Le peintre, et ami de Gelhay, Tony-Robert Fleury compte parmi les témoins de mariage.   
Le peintre François Thévenot expose au Salon de 1887 un portrait représentant Madame Gelhay (1859-?).

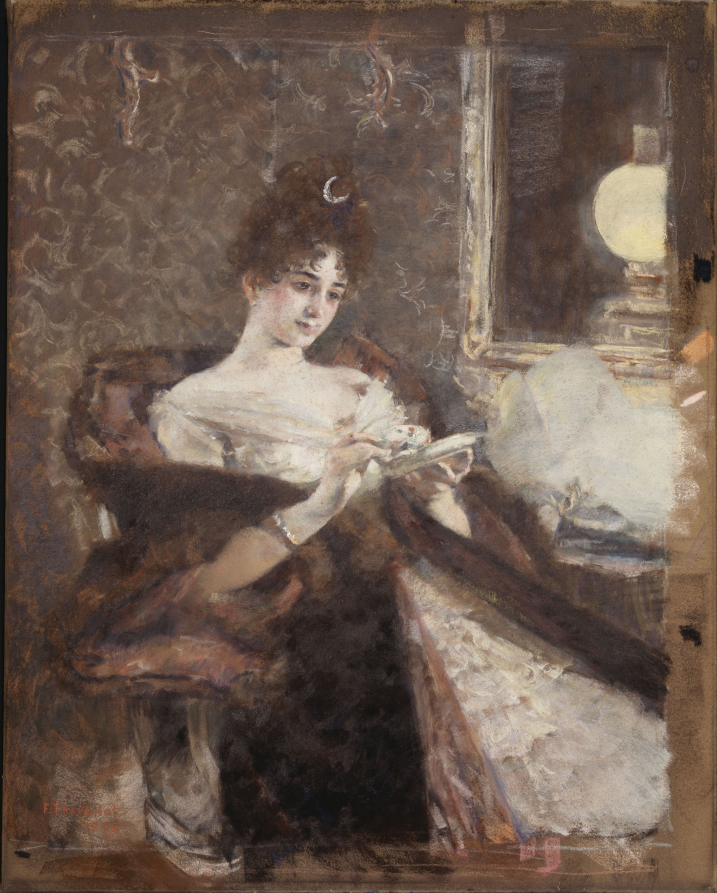
THEVENOT François, La Tasse de thé, pastel, 92 x 73 cm. Nemours, Château-Musée, 2015.0.3

## Œuvres dans les collections publiques
Arras, Musée des Beaux-Arts : 
- Chez le juge d'instruction, vers 1890, huile sur toile, 150 × 207 cm, (œuvre disparue dans l'incendie du musée d'Arras les 5 et 6 juillet 1915)[10]

Flers, château de Flers : 
- La salle de la crèche à l'hospice des Enfants-Assistés (pendant de "Aux Enfants-Assistés : L'abandon" à Senlis) déposé au château de Flers, service culturel de la mairie de Villeneuve-d'Ascq

La Rochelle, Musée des Beaux-Arts : 
- Solitude ou La lettre, huile sur toile sur carton, 50 × 40 cm, ancienne collection du baron Alphonse de Rotschild[11]

Lille, Palais des Beaux-Arts : 
- Un bibliophile, huile sur toile, 74 × 101 cm[12]

Morlaix, Musée des Jacobins : 
- Un baptême à Valletot-sur-Mer, avant 1887, huile sur toile, 150 × 180 cm, ancienne collection du baron Alphonse de Rotschild[13].Les saules à la rivière noire, 1896, huile sur toile, 61 x 92 cm. Nemours, Château-Musée, 1903.114.1

Nemours, Château-Musée :

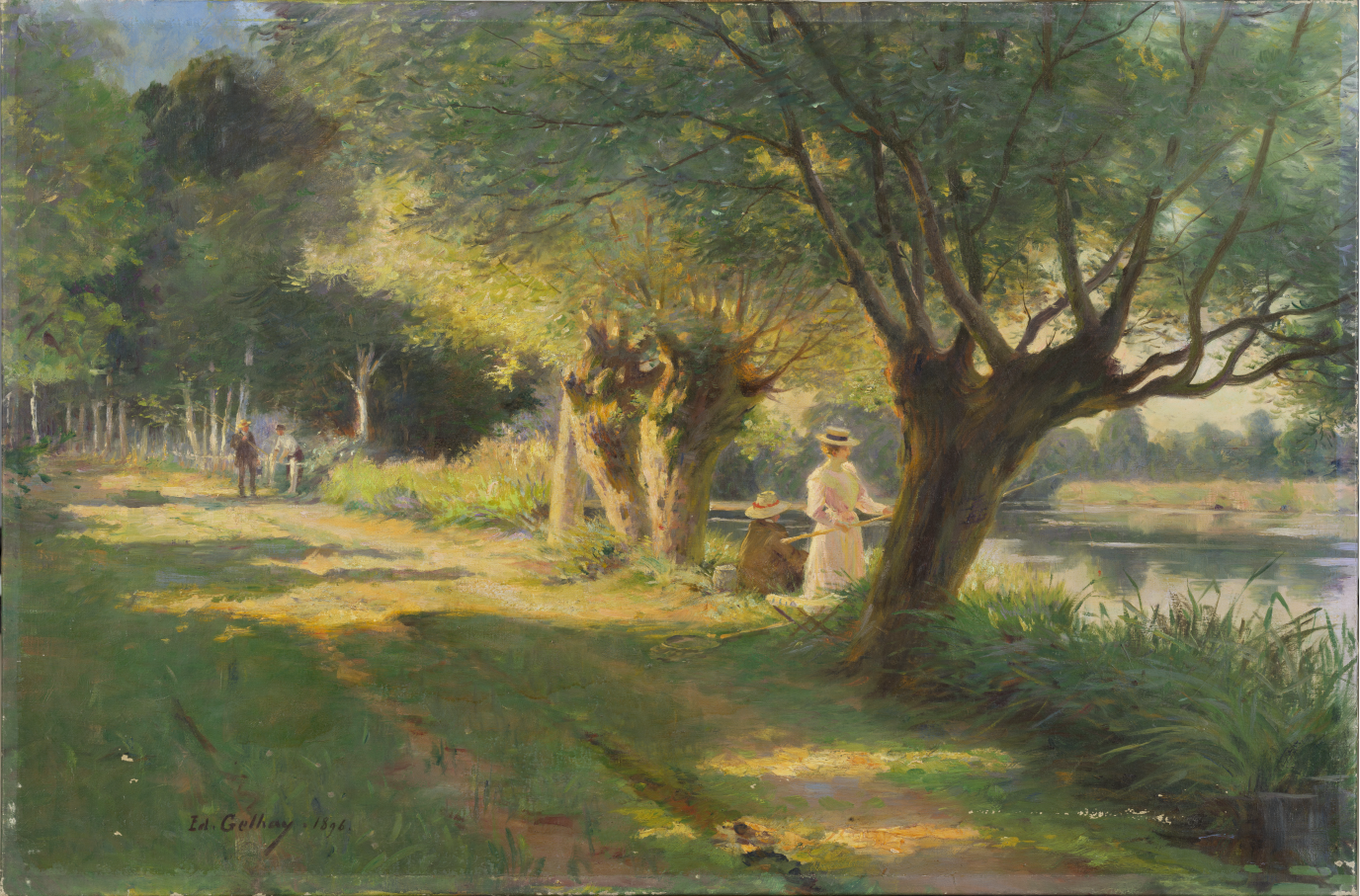
Les saules à la rivière noire, 1896, huile sur toile, 61 x 92 cm. Nemours, Château-Musée, 1903.114.1

- Bord de rivière ou Les saules à la rivière noire, avant 1903, huile sur toile, 61 × 92 cm. 1903.114.1[14]
- La visite attendue, Salon des artistes français de 1910, pastel, 55 x 65 cm. 2024.563.1
- Entrée de la ferme Metais à Bagneaux-sur-Loing, en face de l'église, huile sur toile, 50 × 65 cm. 2014.0.238.
- Portrait de Gustave Guédu (v.1868-1939), huile sur toile, 55 × 46 cm.2018.0.330. (esquisse).

Saint-Brieuc, Musée d'art et d'histoire : 
- Portrait de Monsieur Baleine, avant 1908, 65 × 56 cm, don de Monsieur Baleine, inv.181[15]

Saint-Quentin, Musée Antoine Lécuyer : 
- Le Laboratoire d'anatomie comparée au Museum, 1888, huile sur toile (œuvre disparue sans doute pendant la Première Guerre mondiale, en 1917-1918)[16]

Senlis, Musée d'art et d'archéologie :
- Aux Enfants-Assistés : L'abandon, huile sur toile, Salon des artistes français de 1887, 135 × 178 cm, inv.A.00.6.160[17]
- Aux Enfants-Assistés : L'abandon, huile sur bois, vers 1887 (esquisse), achat en 2015[18]